# The Lunar Injection Kool Aid Eclipse Conspiracy
The Lunar Injection Kool Aid Eclipse Conspiracy es el séptimo álbum de estudio del cantante estadounidense Rob Zombie, publicado el 12 de marzo de 2021 por la discográfica Nuclear Blast.

## Lista de canciones
Todas escritas por Rob Zombie, Zeuss y John 5.

| The Lunar Injection Kool Aid Eclipse Conspiracy track listing |                                                                                      |          |  |
| N.º                                                           | Título                                                                               | Duración |  |
| 1.                                                            | «Expanding the Head of Zed»                                                          | 0:54     |  |
| 2.                                                            | «The Triumph of King Freak (A Crypt of Preservation and Superstition)»               | 4:07     |  |
| 3.                                                            | «The Ballad of Sleazy Rider»                                                         | 3:03     |  |
| 4.                                                            | «Hovering Over the Dull Earth»                                                       | 0:23     |  |
| 5.                                                            | «Shadow of the Cemetery Man»                                                         | 3:14     |  |
| 6.                                                            | «A Brief Static Hum and Then the Radio Blared»                                       | 0:43     |  |
| 7.                                                            | «18th Century Cannibals, Excitable Morlocks and a One-Way Ticket on the Ghost Train» | 3:27     |  |
| 8.                                                            | «The Eternal Struggles of the Howling Man»                                           | 4:16     |  |
| 9.                                                            | «The Much Talked of Metamorphosis»                                                   | 2:06     |  |
| 10.                                                           | «The Satanic Rites of Blacula»                                                       | 2:18     |  |
| 11.                                                           | «Shower of Stones»                                                                   | 0:27     |  |
| 12.                                                           | «Shake Your Ass-Smoke Your Grass»                                                    | 3:10     |  |
| 13.                                                           | «Boom-Boom-Boom»                                                                     | 3:20     |  |
| 14.                                                           | «What You Gonna Do with That Gun Mama?»                                              | 0:59     |  |
| 15.                                                           | «Get Loose»                                                                          | 3:27     |  |
| 16.                                                           | «The Serenity of Witches»                                                            | 0:56     |  |
| 17.                                                           | «Crow Killer Blues»                                                                  | 5:00     |  |

## Listas de éxitos
| Lista (2021)                          | Posición máxima |
| ------------------------------------- | --------------- |
| Australia (ARIA)                      | 10              |
| Bélgica (Ultratop flamenca)           | 98              |
| Bélgica (Ultratop valona)             | 98              |
| Canadá (Billboard Canadian Albums)    | 39              |
| Finlandia (Suomen Virallinen Lista)   | 22              |
| Alemania (Offizielle Top 100)         | 4               |
| Escocia (Scottish Albums Chart)       | 7               |
| Suiza (Schweizer Hitparade)           | 12              |
| Reino Unido (UK Albums Chart)         | 24              |
| Estados Unidos (Billboard 200)        | 9               |
| Estados Unidos (Independent Albums)   | 1               |
| Estados Unidos (Top Hard Rock Albums) | 1               |
| Estados Unidos (Top Rock Albums)      | 1               |